# Нахичеванская культура
Нахичеванская культура (Кызыл-ванкская культура, Кармир-ванксая культура) — археологическая культура эпохи бронзы и раннего железа (II тысячелетие до н. э. — начало I тысячелетия до н. э.) на территории Нахичеванской Автономной Республики (Азербайджан). Культура родственна Кармир-бердской археологической культуре и генетически связана с предшествующими местными археологическими культурами эпохи энеолита и ранней бронзы (например, с Куро-Араксской культурой).

## История
Еще в 1896, 1904 и 1926 году в местности Кызылванк был выявлен могильник с погребениями типа каменных ящиков, содержащих своеобразную расписную керамику. От армянского монастыря VII века Кармир-ванк (местное азербайджанское наименование Кизыл-Ванк), у которого происходили раскопки, культура называется также «Кызыл-ванкская» или «Кармир-ванксая». В 1926 году в Кызыл-Ванке проводились раскопки под руководством академика Мещанинова, в результате которых были обнаружены погребальный инвентарь, различные бронзовые изделия, наконечники стрел, и в большом количестве красноглиняная керамика, а также черноглиняные сосуды. Осенью этого же года в Кызыл-Ванке производились раскопки под руководством ГАИМК, давшие новые данные, в том числе сосуды более крупных размеров. Также осенью 1926 года Алексером Алекперовым была обнаружена крашеная керамика уже в горных районах Нахичеванской АССР, а благодаря исследованиям Нахичеванского музея в последующие годы были получены сведения о находках крашеной керамики в селениях Ибадулла и Шахбуза.

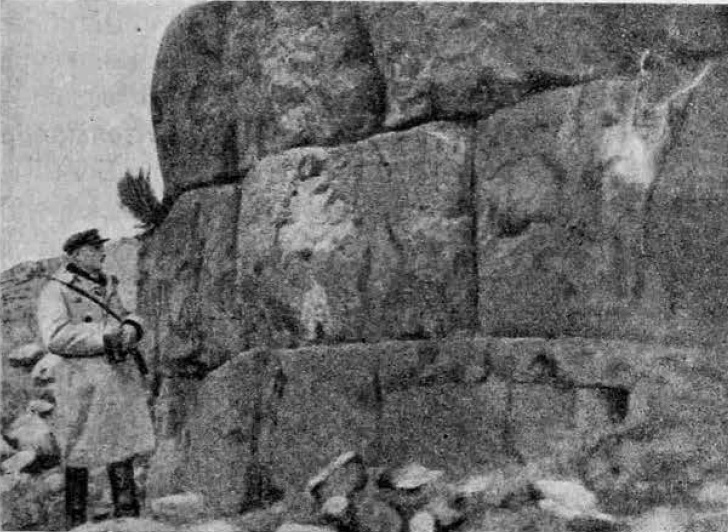
Оглан-кала в 1936 году. Остатки циклопической башни

Археологические работы 1934 и 1936 гг. показали, что крашеная керамика имеется во многих местах Нахичеванской АССР, встречаясь не только в низменных берегах реки Аракс, но и выше по его притокам, в горах. Экспедиция 1936 года Азербайджанского филиала Академии наук СССР оказалась наиболее продуктивной, были обнаружены не только новые места распространения крашеной керамики, но также различного рода поселения. Так, в Норашенском районе была обнаружена мощная циклопическая крепость, известная у населения как Оглан-Кала, где были обнаружены фрагменты крашеной керамики, типа Кызыл-Ванк, в связи с чем археологи связали Оглан-Кала с Кызыл-Ванком общностью культуры. Экспедиция проводила работы также в поселении Шор-Тапа близ села Ибадулла и в поселении Шахтахты (в том числе в крепости Гявуркала). Обнаружение в 1936 году погребений типа Кызыл-Ванк, распространенных на территории всей Нахичеванской АССР, послужило основанием для выделения особой археологической культуры, названной нахичеванской. Позднее на территории Нахичеванской АССР были выявлены и изучены памятники Кюльтепе I, Кюльтепе II и другие, наиболее полно характеризующие Нахичеванскую археологическую культуру. 
Результаты первых раскопок Кызыл-Ванка давали Мещанинову основание говорить о двух стадиях развития местной крашеной керамики, раскопки же 1936 года дали сведения о новой высшей стадии развития классового общества. Эта культура развивалась на месте и в отдельные периоды, по словам Алекперова, должна была соприкасаться с древне-восточными культурами, особенно во времена экспансии ассирийцев и халдов к берегам Аракса. Ещё в эпоху средней бронзы на территории Нахичеванского края возникли большие укрепленные поселения с развитой культурой. К ним относятся Кюльтепе II, Огланкала, Галаджыг, Чалханкала, Гявуркала (Шахтахты), Вайхыр-Гявуркала. Погребения — грунтовые, каменные ящики и курганы.
Для нахичеванской культуры характерны такие ранние города, как Кюльтепе, Древний Нахичевань, Огланкала, Гызгаласы, Газанчы, Гявуркала, Галаджыг, такие поселения, как Шортепе, Нахаджир, Мейдантепе, Кярки, Азнабурт, Вайхыр, Демирчиляр и др., а также циклопические сооружения, земляные погребения и погребения в каменных ящиках, курганы.

## Этапы развития культуры
Нахичеванская культура прошла четыре этапа развития.
Первый этап (XX—XVII вв. до н. э.) характеризуется мнохромно раскрашеными чёрными кувшинами без ручек, чашами. Встречаются также образцы керамики с простыми узорами черного и серого цветов. Крашеная керамика украшена узорами в виде ромб, треугольников, ломаных и прямых линий, кругов. На некоторых сосудах (Нахаджир, Яйджы) встречаются изображения людей, оленей, коз и птиц. К этому этапу культуры относятся также находки из села Кярки, относящиеся к XIX—XVIII вв. до н. э.
Второй этап (XVII—XV вв. до н. э.) характеризуется полихромно раскрашеными сосудами серого и жёлтого цветов с более сложными узорами в виде сложных геометрических фигур, изображениями людей, животных и птиц (Кюльтепе II, Шахтахты, Кызыл-Ванк). Найденые сосуды покрыты светло-розовой и жёлтой краской и украшены тёмно-красными, коричневыми, чёрными и белыми узорами.
Третий этап (XIV—XI вв. до н. э.) характеризуется относительно небрежно украшеной полихромной посудой в виде чайников, ваз и кувшинов, а также простыми образцами керамики серого и чёрного цветов.
Четвёртый этап (X—VII вв. до н. э.) характеризуется посудой похожей на находки предыдущего этапа, но найденые образцы украшены более грубо и примитивно.

Образцы Нахичеванской культуры, выставленные в Музее истории Азербайджана (Баку)
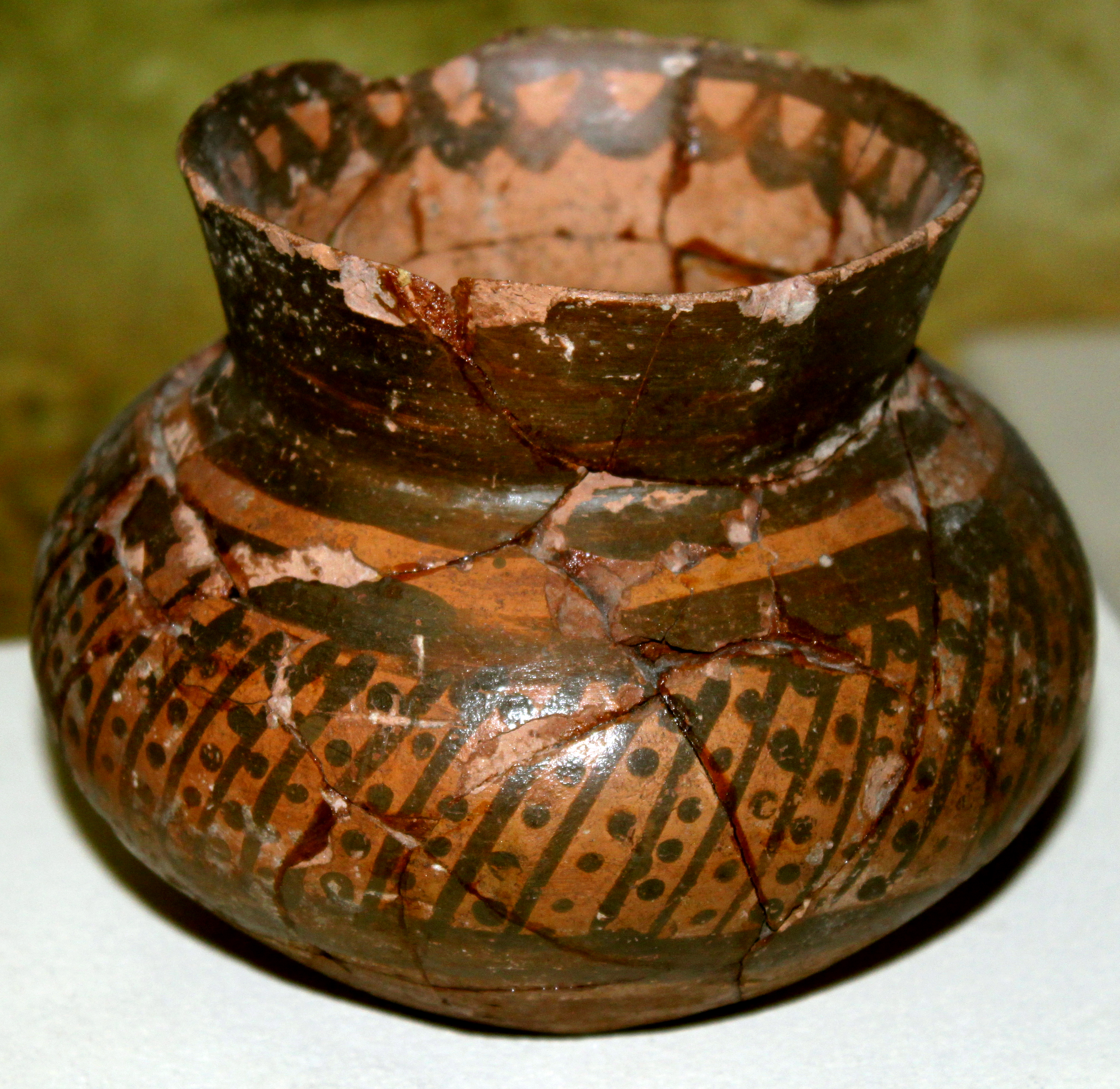
Расписной сосуд из Кюльтепе I
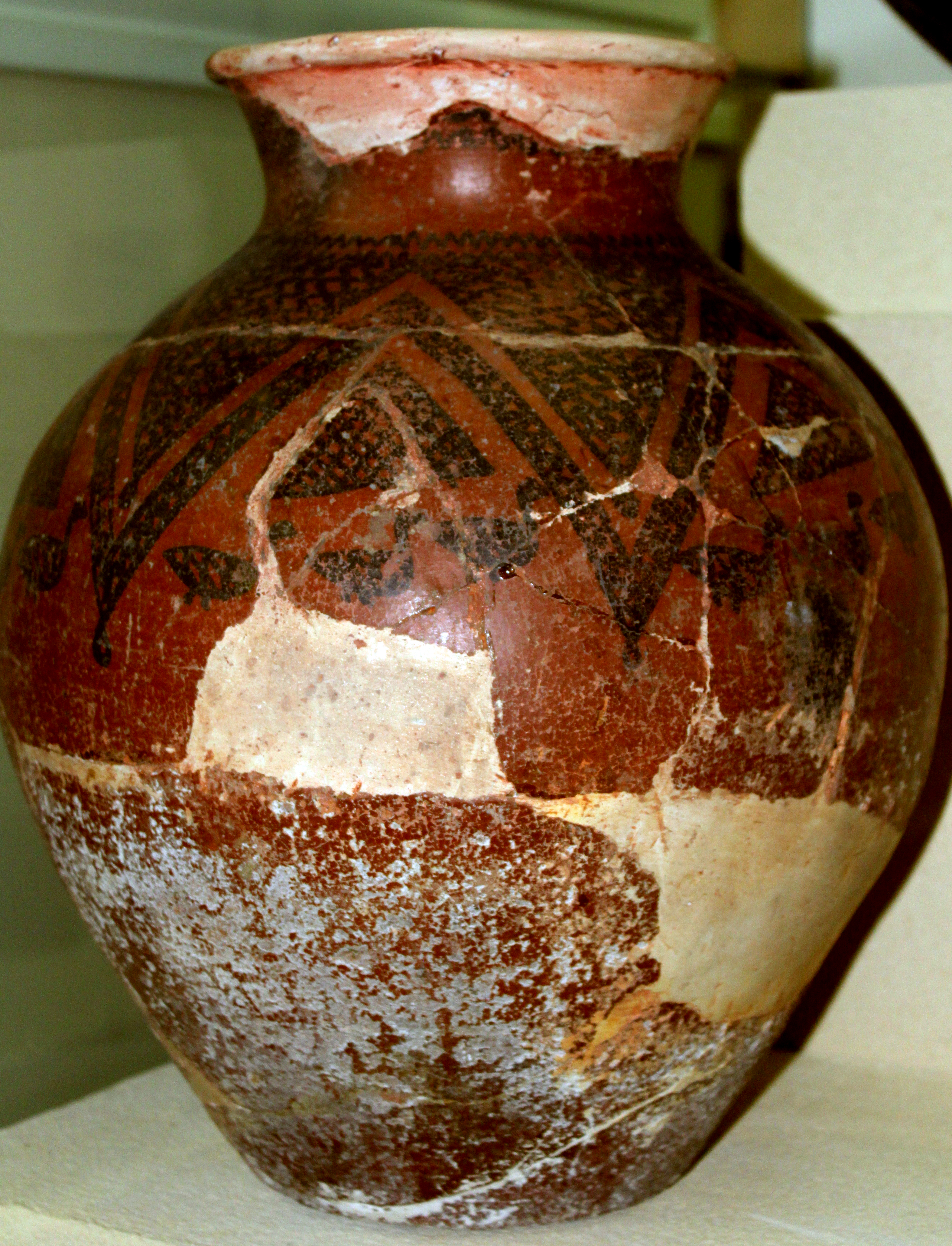
Расписной сосуд из Кюльтепе II
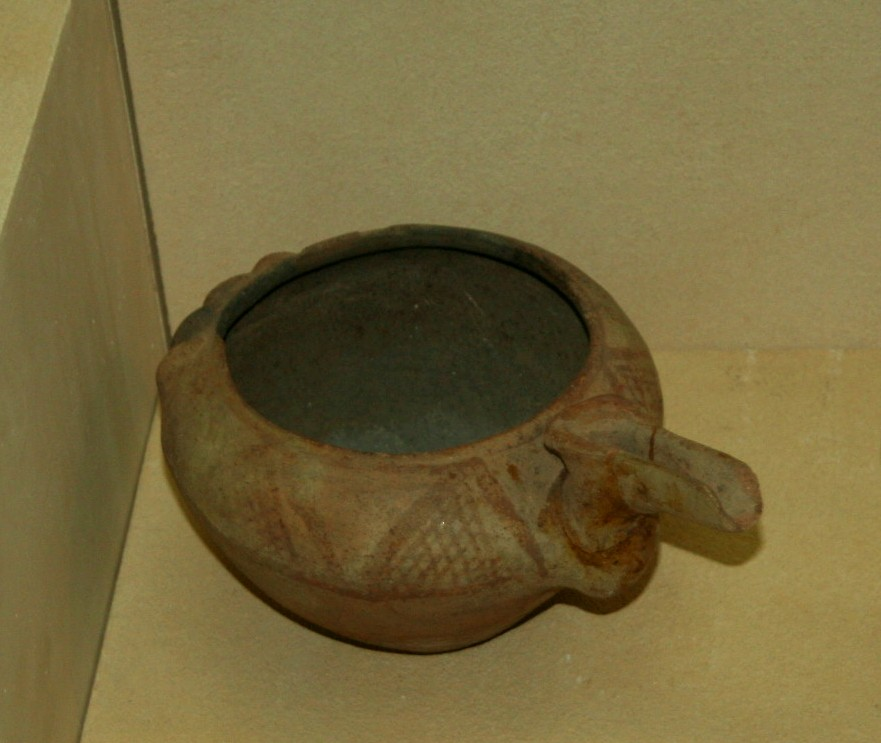
Полихромно раскрашеный сосуд в виде чайника из Кызыл-Ванка

## Занятия населения
Основными отраслями хозяйства были земледелие, скотоводство, горное дело, ремесло. Найдено много орудий труда, связанных с этими отраслями хозяйства. Нахичеванская культура очень богата монохромными и полихромными расписными керамическими сосудами, имеющими своеобразные формы. Интерес представляют кувшины с ручкой и «чайники». Подобные чайники встречаются и в других районах Малого Каказа, что является результатом влияния нахичеванской культуры. Изображения людей, зверей и птиц на сосудах встречаются редко, только на сосудах красного и жёлтого цветов. На одном расписном кувшине из красной глины, найденном близ селения Шахтахты, изображена сцена охоты на диких животных, нарисованная черной и красной красками. На некоторых сосудах бронзоовго века тёмного и серого цветов на дне с наружной стороны нарисовано солнце, что, по мнению археолога Исхака Джафарзаде, свидетельствует о наличии культа солнца среди местного населения в эту эпоху.
В сельском хозяйстве доминировало плужное земледелие. Основным пахотным орудием было рало. Наряду с составными серпами, в процессе жатвы употреблялись и бронзовые. Часто при раскопках встречались каменные зернотёрки, тёрочники, ступки. Определённое место в хозяйстве занимало виноградарство и виноделие. В скотоводстве особое развитие получило овцеводство.
Высокого уровня достигли многие отрасли ремесла: металлообработка, гончарное дело, ткачество и другие. Среди населения этой культуры было развито имущественное неравенство. Её признаки стали особенно ярко прослеживаются с начала I тысячелетия до н. э. Племена Нахичеванской культуры поддерживали экономическе и культурные связи с другими странами Закавказья и Ближнего Востока. Нахичеванская культура была тесно связана с культурами Передней Азии, Элама, Ассирии и Мидии. Между высокоразвитыми центрами гончарного ремесла на территории Нахичевани и Миль-Карабахской степи существовали тесные экономические связи, благодаря чему в Мильско-Карабахской степи получила распространение характерная для нахичеванской культуры техника расписной керамики.
Из памятников Нахичеванской культуры выявлены также булавы, бронзовые кинжалы, наконечники стрел, шила, булавки, подвески в виде птиц и других форм, браслеты, золотые серьги, кольца, разной формы бусины, а также железные браслеты, мечи, наконечники стрел.

Образцы Нахичеванской культуры, выставленные в Музее истории Азербайджана (Баку)
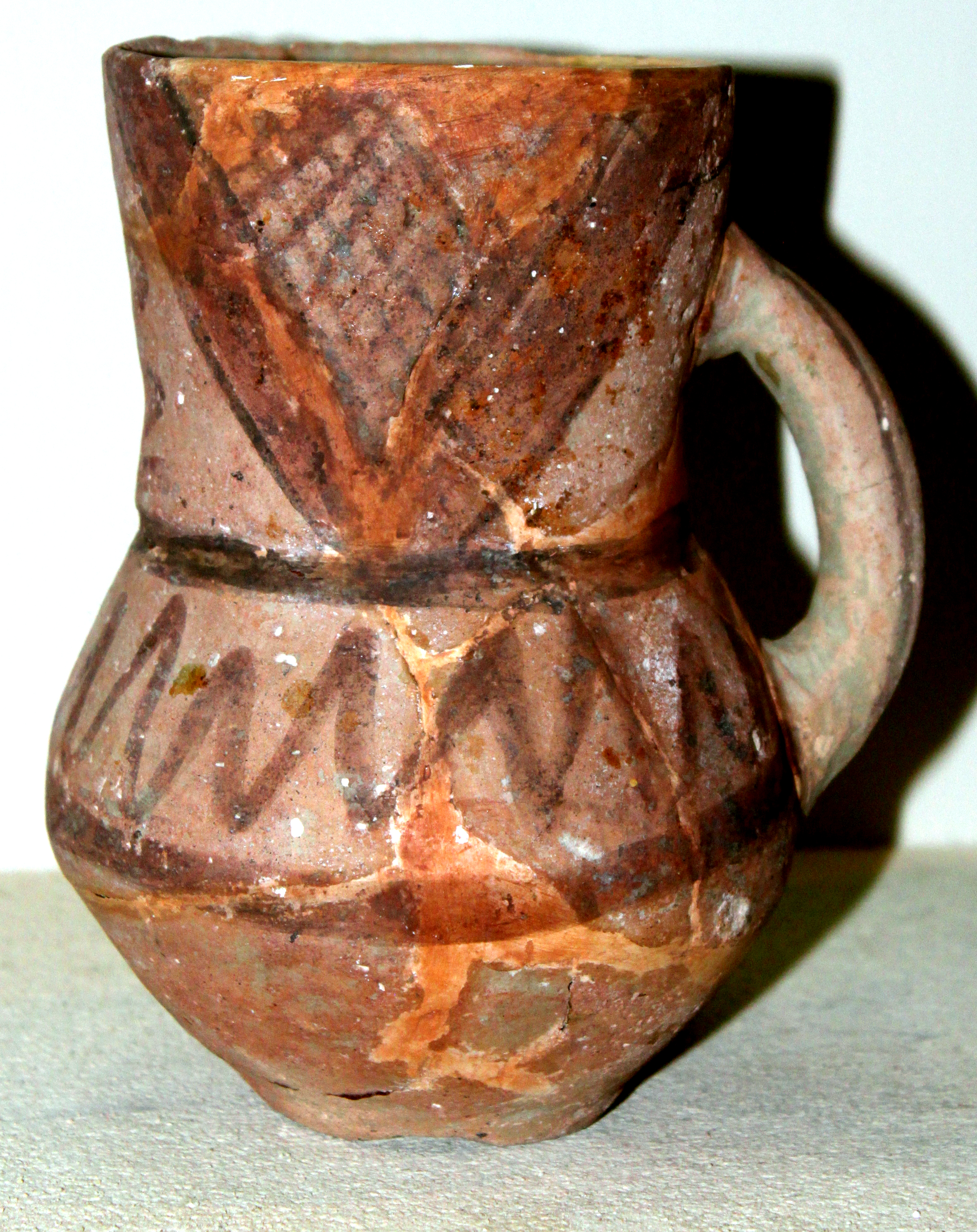
Расписной сосуд из Кюльтепе I
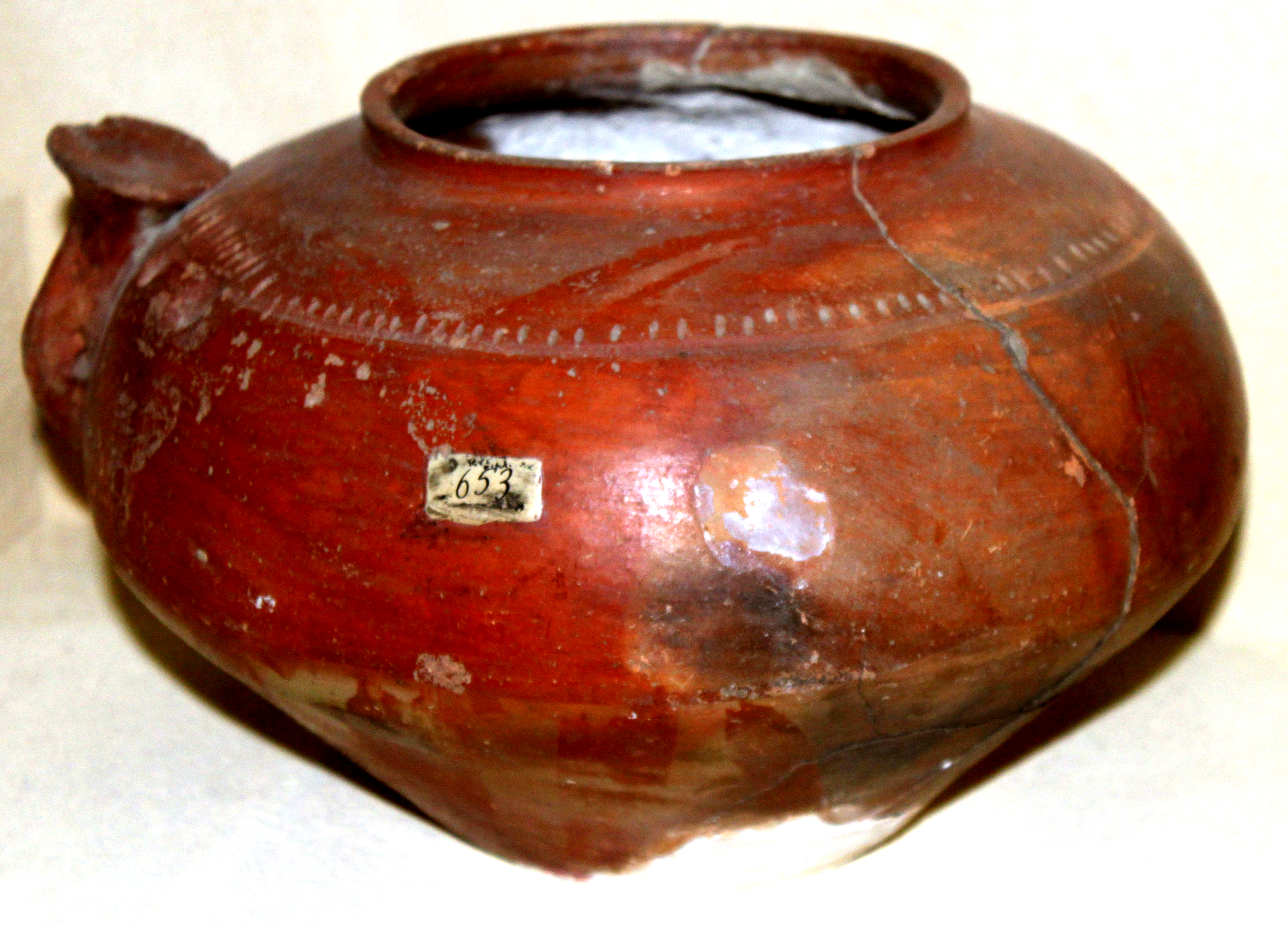
Расписная чаша из Кюльтепе II
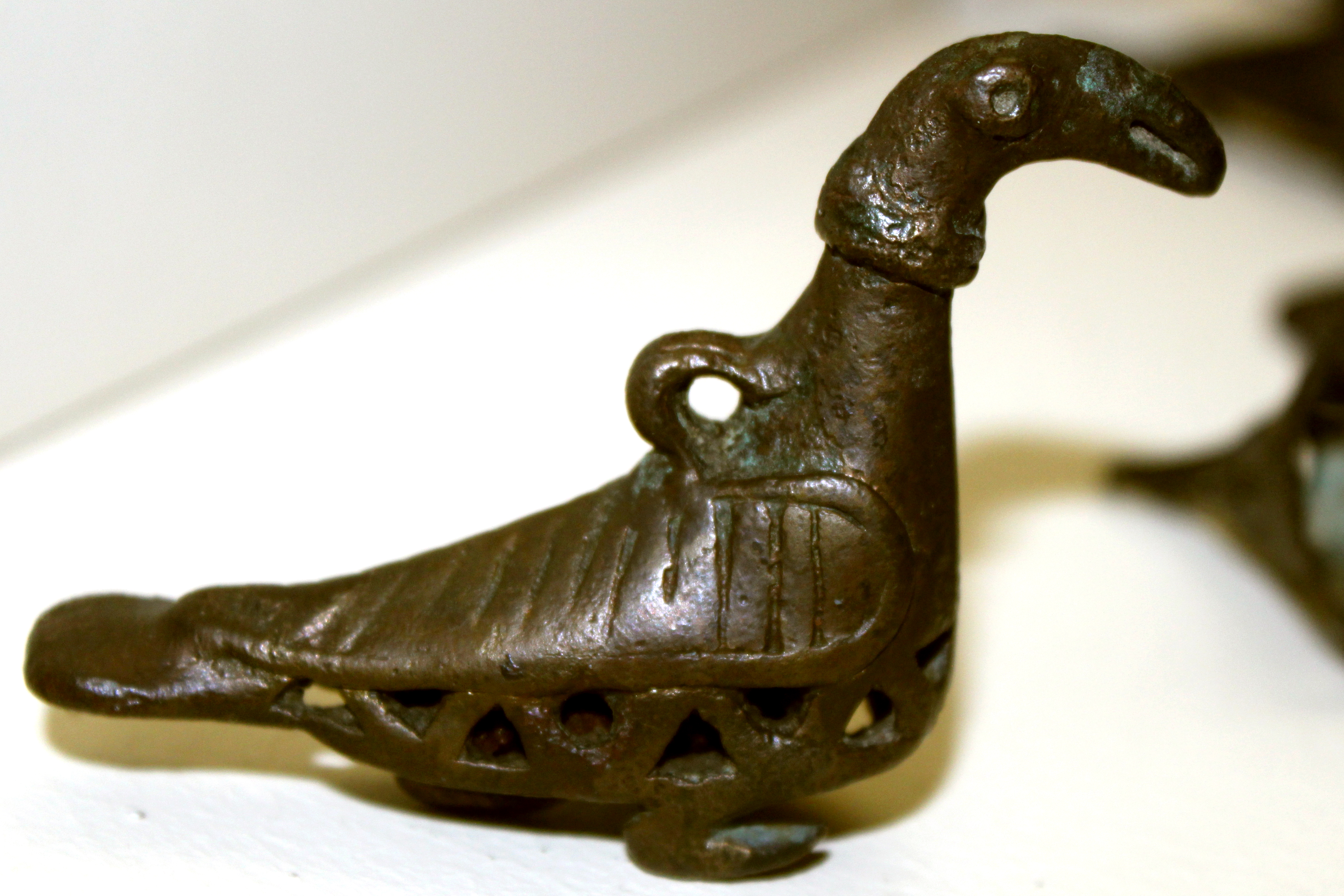
Украшение в виде птицы из Кызыл-Ванка